# روبرت باتلر
روبرت باتلر (بالإنجليزية: Robert Butler)‏ (8 مارس 1852 في المملكة المتحدة - 18 ديسمبر 1916 في المملكة المتحدة) هو لاعب كريكت بريطاني (وحمل سابقاً جنسية المملكة المتحدة لبريطانيا العظمى وأيرلندا). لعب مع نادي مقاطعة نوتنغهامشير للكريكت ‏.

## وصلات خارجية
- روبرت باتلر على موقع إي آس بي آن كريك إنفو (الإنجليزية)